# Bowdoin (Metro de Boston)
Bowdoin es la estación terminal en la línea Azul del Metro de Boston. La estación se encuentra localizada en la Calle Cambridge y en las calles New Chardon y Bowdoin en Boston, Massachusetts. La estación Bowdoin fue inaugurada el 18 de marzo de 1916. La Autoridad de Transporte de la Bahía de Massachusetts es la encargada por el mantenimiento y administración de la estación.

## Descripción
La estación Bowdoin cuenta con 1 plataforma central y 2 vías. 